# Fumetti di Terminator
A partire dal 1988 sono stati pubblicati numerosi fumetti come parte del franchise di Terminator da un totale di sette editori diversi.

## NOW Comics

### The Terminator(1988–1990)
Pubblicata in 17 numeri da settembre 1988 a febbraio 1990, è un'antologia di storie incentrate su diversi combattenti della Resistenza nell'esercito di John Connor (principalmente l'unità dei Sarah's Slammers di Miami) che combattono contro le macchine di Skynet nel 2031.
1. "2031"
2. "The Flesh is Weak"
3. "If I Had a Rocket Launcher"
4. "Amahiri"
5. "The Bee Stings"
6. "Goin' Back To Miami"
7. "Big Bad Wolf"
8. "In the Belly of the Beast"
9. "Cocoa Beach, Part 1"
10. "Cocoa Beach, Part 2"
11. "Factories"
12. "Night Convoy"
13. "From the Journals of Timothy Reese, Mexico, 2067"
14. "Into the Deep Blue Sea"
15. "See Cuba and Die!"
16. "The Battle of Cuba"
17. "Escape to Silver Dollar"

### Terminator: The Burning Earth(1990)
Miniserie in cinque numeri pubblicati da marzo a luglio del 1990. Scritta da Ron Fortier e disegnata da Alex Ross, fa da sequel alla precedente ambientando la storia nel 2041. La trama vede John Connor e la Resistenza impegnati a impedire a Skynet di usare le scorte nucleari per annientare definitivamente la razza umana. La storia continua dalla prospettiva di Skynet che completa i test finali del Terminator modello Aurora.

### Terminator: All My Futures Past(1990)
Miniserie in due numeri pubblicati ad agosto e settembre del 1990. Scritta da Chuck Dixon e disegnata da Diego Latorre e Lenin Delsol, racconta gli eventi che portano all'invio di Kyle Reese nel 1984.

## Dark Horse Comics

### Terminator: Tempesta(1990)
Miniserie in quattro numeri pubblicata da agosto a novembre 1990, scritta da John Arcudi e disegnata da Chris Warner. La trama vede una squadra di combattenti della Resistenza guidata dal colonnello Mary Randall andare indietro nel tempo fino agli anni novanta per dare la caccia al dottor Hollyster, uno dei creatori di Skynet; l'uomo viene protetto da quattro Terminator, di cui uno dotato di un cervello umano. La versione italiana fu pubblicata dalla Granata Press nei primi due numeri di Nova Comix (dicembre 1991-gennaio 1992).

### The Terminator: One Shot(1991)
Storia unica pubblicata nel luglio 1991, scritta da James Robinson e disegnata da Matt Wagner. La trama è incentrata su una Terminator che, inviata nel 1984 a uccidere Sarah Connor, dà la caccia a una donna di nome Sarah Lang da poco sposata con l'artista Michael Connor (che sta progettando di uccidere); Sarah viene protetta da Ellis Ruggles, un soldato della Resistenza ormai anziano che era stato inviato nel 1955 per sorvegliare Sarah Connor. La versione italiana fu pubblicata dalla Magic Press Edizioni nel settembre 2008 nell'albo The Terminator. Volume 1 (Psycho Book n. 21).

### Terminator: Obiettivi secondari(1991)
Miniserie in quattro numeri pubblicata da luglio a ottobre 1991, scritta da James Robinson e disegnata da Paul Gulacy. La trama prosegue gli avvenimenti di Tempesta. La versione italiana fu pubblicata dalla Granata Press su Nova Comix nn. 7-8 (giugno-luglio 1992).

### The Terminator: Il nemico dentro(1991–1992)
Miniserie in quattro numeri pubblicata da novembre 1991 a febbraio 1992, scritta da Ian Edginton e disegnata da Vince Giarrano. La trama prosegue gli avvenimenti di Obiettivi secondari. La versione italiana fu pubblicata dalla Magic Press Edizioni nel novembre 2008 nell'albo The Terminator. Volume 2 (Psycho Book n. 23).

### Terminator: Cacciatori e assassini(1992)
Miniserie in tre numeri pubblicata da marzo a maggio 1992, scritta da Toren Smith e disegnata da Bill Jaaska. Ambientata nella primavera del 2029, la miniserie ha come protagonisti dei soldati russi della Resistenza impegnati a combattere contro il MIR, una propaggine di Skynet che potrebbe rappresentare una minaccia ancora maggiore della rete principale. La versione italiana fu pubblicata dalla Granata Press su Nova Comix n. 9 (novembre/dicembre 1992).

### The Terminator: Endgame(1992)
Miniserie in tre numeri pubblicata da settembre a novembre 1992, scritta da James Robinson e disegnata da Jackson Guice. La trama conclude la saga iniziata con Tempesta, ma sposta gli eventi nel 1984.

### RoboCop versus The Terminator(1992)
Pubblicato da settembre a dicembre 1992.

### The Terminator: Death Valley(1998)
Pubblicato da agosto a dicembre 1998.

### The Terminator: The Dark Years(1999)
Pubblicato da agosto a dicembre 1999.

### Superman contro Terminator - Morte dal futuro(1999–2000)
Pubblicato da dicembre 1999 a marzo 2000.

### Alien versus Predator versus The Terminator(2000)
Pubblicato da aprile a luglio 2000.

### The Terminator: 2029(2010)
Pubblicato da marzo a maggio 2010.

### The Terminator: 1984(2010)
Pubblicato da settembre a novembre 2010.

### Terminator: Salvation - The Final Battle(2013-2014)
Pubblicato da dicembre 2013 a novembre 2014.

### The Terminator: Enemy of My Enemy(2014)
Pubblicato da febbraio a ottobre 2014.

## Marvel Comics

### Terminator 2: Judgment Day(1991)
Miniserie in tre numeri pubblicata tra settembre e ottobre 1991, adattamento dell'omonimo film ad opera di Gregory Wright e Klaus Janson. La versione italiana fu pubblicata a dicembre dalla Play Press.
1. "Arrival"
2. "Escape"
3. "Departure"